# Президентство Джеймса Бьюкенена
Президентство Джеймса Бьюкенена началось 4 марта 1857 года, когда прошла его инаугурация как 15-го президента США, и закончилось 4 марта 1861 года. Джеймс Бьюкенен, демократ из Пенсильвании, стал президентом после победы над Миллардом Филлмором и Джоном Фримонтом на президентских выборах 1856 года.
Бьюкенен был номинирован кандидатом в президенты на конвенте демократической партии 1856 года, где он обошёл действующего президента Франклина Пирса и сенатора от Иллинойса Стивена Дугласа. Несмотря на большой опыт работы в правительстве Бьюкенену не удалось справиться с сециссионистским кризисом, который расколол страну к концу его президентского срока. Вместе с политиками южных штатов Бьюкенен добивался присоединения Канзаса в виде рабовладельческого штата; в разгар споров между рабовладельческими и свободными штатами страна пережила экономический кризис 1857 года, который привёл к росту безработицы.
Ещё в инаугурационной речи Бьюкенен обещал служить только один срок, и в партии ощущали необходимость его замены; одновременно кандидат от республиканской партии, Авраам Линкольн, вёл предвыборную кампанию под лозунгом освобождения западных территорий от рабства, победил кандидатов от северных демократов Стивена Дугласа, южных демократов Джона Брекинриджа и Конституционных юнионистов Джона Белла и выиграл выборы 1860 года. В ответ на это семь южных штатов объявили о выходе из состава Союза. Бьюкенен не стал применять силу против отделившихся штатов, но сохранил под федеральным контролем форт Самтер. В последние месяцы своего срока Бьюкенен пытался привлечь симпатии северян и обещал защищать форт Самтер, и в целом стал враждебно относиться к Конфедерации. Вскоре после окончания его срока сецессионистский кризис перерос в Гражданскую войну. Традиционно историки обвиняют Бьюкенена в том, что он не смог остановить сецессии и не решал вопрос рабства. Он считается одним из худших президентов в американской истории, а по статистике C-SPAN он стабильно считается худшим президентом страны.

### Статьи
- Auchampaugh, Philip G. James Buchanan, The Conservatives’ Choice, 1856: A Political Portrait (англ.) // Historian. — 1945. — Vol. 7, iss. 2. — P. 77–90.
- Fields, Kevin M. A Tragic but Innocent Character: The Buchanan Presidency Reconsidered (англ.) // Journal of the Lancaster County Historical Society. — 2002. — Vol. 104. — P. 196–207.